# Xalet a la rambla de la Costa Daurada, 5 (Calafell)
El Xalet a la rambla de la Costa Daurada, 5 és una obra de Calafell (Baix Penedès) protegida com a bé cultural d'interès local.

## Descripció
Es tracta d'un edifici aïllat situat en una parcel·la rectangular delimitada per una tanca. La planta de la casa està constituïda per la suma de diversos cossos que tenen forma de quadrilàter. Els paraments de la façana principal, que és al costat est, no mantenen la mateixa alineació, ja que estan determinats per la situació dels cossos esmentats. Només el parament del cos central toca al carrer, mentre que el dels cossos laterals queden a l'interior del jardí. Així doncs, al costat esquerre de la façana, hi ha una porta cotxera i una finestra rectangular al primer pis, la qual és situada, en un pla lleugerament reculat en relació amb el parament, a l'interior d'una forma determinada pel perfil de la superposició d'un trapezi sobre un rectangle. Als costats inclinats del trapezi hi ha una forma decorativa realitzada a partir d'una línia esglaonada. En aquesta part de l'edifici hi ha un afegit d'època contemporània.
Al parament del cos central hi ha, a la planta baixa, un gran finestral d'arc escarser amb una reixa de ferro amb barrots verticals i motius curvilinis. A la planta alta hi ha un balcó, també d'arc escarser, amb una llosana feta amb biguetes metàl·liques i obra ceràmica. La reixa té un disseny molt similar al de la finestra. Al parament de la façana del costat nord hi ha, a la planta baixa, un porxo d'arc escarser, on hi ha la porta per accedir a l'interior de l'edifici i, a la planta alta una finestra igual a la descrita anteriorment. Les façanes són fetes amb fàbrica mixta. Hi ha parts fetes amb pedra i parts amb fàbrica, molt probablement de maó, les quals esta revestides amb un morter que imita maçoneria. La coberta del cos central és de dos aiguavessos, amb carener perpendicular a la façana, amb un ràfec suportat per biguetes i cabirons de fusta. La teulada del cos nord és d'una vessant. El cos del costat sud té una coberta plana, que forma un terrat, de la qual sobresurten les parets de la caixa de l'escala. El cos de la part posterior de la casa també té una coberta plana.
A la part anterior de la parcel·la hi ha una tanca mixta, feta amb carreus de pedra, maons i reixes de ferro amb un mateix disseny de la reixa i la barana del balcó del cos central de l'edifici. La finca ocupa una superfície de 494 m2 i l'edifici principal 341 m². El sistema constructiu és de tipus tradicional amb murs de càrrega i sostres unidireccionals de bigues de fusta o bé metàl·liques. Els murs de les façanes est i nord són fets en part de carreus i elements irregulars de pedra calcària del Cretaci, compacta i microcristal·lina. La resta dels són fets amb maons units amb morter de calç o de ciment. La coberta és de teula àrab. Les baranes i reixes són de ferro.